# 토쿠나가 에리
토쿠나가 에리(일본어: 徳永えり, 1988년 5월 9일 ~ )는 일본의 배우이다.

## 출연 작품

### 드라마
- 와로텐카(2017년 ~ 2018년) - 토키 역

### 영화
- 훌라 걸스(2006년) - 키무라 사나에 역
- 홈리스 중학생
- 보트
- 하나미즈키
- 아라카와 언더 더 브리지